# Liste in Malaysia vorhandener Dampflokomotiven
Dies ist eine Liste erhaltener Dampflokomotiven auf dem Gebiet von Malaysia.

## Schmalspurlokomotiven 1000 mm /Malaiische Halbinsel
| Foto | Nummer oder Name                                                 | Bauart / Achsfolge | Hersteller                   | Fabrik-nr. | Baujahr | Historie | Eigentümer / Betreiber / Strecke | Standort                             | Bemerkungen                                          |
| ---- | ---------------------------------------------------------------- | ------------------ | ---------------------------- | ---------- | ------- | -------- | -------------------------------- | ------------------------------------ | ---------------------------------------------------- |
|      | NBR No. 7 'Sir H. Ralph Hone'                                    | 2'C2' t            | Hunslet Engine Co            | 1092       | 1912    |          | NBR 6 Tank Class                 | Kota Kinabalu, Sabah Museum          | Älteste Lokomotive in Malaysia                       |
|      | NBR No. 3.006 'Gaya'                                             | 2'C                | Hunslet Engine Co.           | 1110       | 1913    |          | NBR 6 Class                      | Kota Kinabalu, Sabah Museum          | [ 2 ]                                                |
|      | PKTM No. 531.01                                                  | 2'C1'              | Kitson & Co.                 |            | 1921    |          | PKTM S1 Class                    | Kuala Lumpur, National Museum        | [ 3 ]                                                |
|      | NBR No. 13                                                       | B t                | Sentinel                     | 6575       | 1927    |          | NBR Tram                         | Kota Kinabalu, Sabah Museum          | Dampftramwaylokomotive                               |
|      | PKTM No. 321.01                                                  | C1' t              | W.G.Bagnall                  | 2323       | 1927    |          | PKTM T Class                     | Kuala Lumpur, National Museum        | [ 5 ]                                                |
|      | PKTM No. 562.04 'Dungun' (Beschriftet als 564.25 'Kuala Lumpur') | 2'C1'              | North British Locomotive Co. | 24511      | 1939    |          | PKTM O Class                     | Bukit Mertajam                       | zuvor in Butterworth als Denkmal aufgestellt gewesen |
|      | PKTM No. 564.21 'Selama' (beschriftet als 564.12 'Alor Gajah')   | 2'C1'              | North British Locomotive Co. | 25776      | 1946    |          | PKTM O Class                     | Port Dickson, Military Museum        | [ 8 ]                                                |
|      | PKTM No. 564.34 'Pekan'                                          | 2'C1'              | North British Locomotive Co. | 25789      | 1946    |          | PKTM O Class                     | Pekan, Sultan's Palace Sports Ground | [ 9 ]                                                |
|      | PKTM No. 564.36 'Temerloh'                                       | 2'C1'              | North British Locomotive Co. | 25791      | 1946    |          | PKTM O Class                     | Johore, Eisenbahnmuseum              | [ 10 ]                                               |

## Schmalspurlokomotiven 1000 mm / InselBorneo
| Foto | Nummer oder Name | Bauart / Achsfolge | Hersteller     | Fabrik-nr. | Baujahr | Historie | Eigentümer / Betreiber / Strecke | Standort                          | Bemerkungen |
| ---- | ---------------- | ------------------ | -------------- | ---------- | ------- | -------- | -------------------------------- | --------------------------------- | ----------- |
|      | NBR No. 6-014    | 1'C1'              | Vulcan Foundry |            | 1955    |          | NBR 14 Class                     | Kinarut                           | [ 11 ]      |
|      | NBR No. 6-015    | 1'C1'              | Vulcan Foundry |            | 1955    |          | NBR 14 Class                     | Tanjung Aru, North Borneo Railway | [ 12 ]      |
|      | NBR No. 6-016    | 1'C1'              | Vulcan Foundry | 6275       | 1955    |          | NBR 14 Class                     | Tanjung Aru, North Borneo Railway | [ 13 ]      |